# 기그
《기그》는 《열혈최강 고자우라》에 등장하는 등장인물으로, 국내명은 모자랑. 성우는 박상일.

## 소개
톱니바퀴왕의 직속부하이며, 고장난 물건을 데블전사로 만드는 역할을 한다. 나중에 톱니바퀴왕이 고자우라에게 패배하자 그를 배신하고 전기왕의 밑으로 들어가려고 하자 전기왕의 손에 최후를 맞는다.